# حمید آلتین‌توپ
حمیت آلتین‌تاپ (ترکی استانبولی: Hamit Altıntop؛ زادهٔ ۸ دسامبر ۱۹۸۲) بازیکن فوتبال ترکیه‌ای است. وی برادر دوقلوی خلیل آلتین‌توپ، دیگر بازیکن ملی‌پوش سابق تیم ملی فوتبال ترکیه می‌باشد.
او از ترک‌های آلمان است و سابقه بازی برای تیم‌های شالکه ۰۴، بایرن مونیخ، رئال مادرید، گالاتاسرای و دارمشتات ۹۸ را در کارنامه ورزشی خود دارد.
آلتین‌تاپ ۸۲ بازی برای تیم ملی فوتبال ترکیه انجام داده‌است و ۷ گل ملی به ثمر رسانده. او در سال ۲۰۱۰ با به ثمر رساندن بهترین گل فصل برابر قزاقستان توانست جایزه پوشکاش فیفا را دریافت کند.

## آمار و اطلاعات

### ملی
| تیم ملی ترکیه | تیم ملی ترکیه | تیم ملی ترکیه |
| سال           | بازی          | گل            |
| ------------- | ------------- | ------------- |
| ۲۰۰۴          | ۶             | ۰             |
| ۲۰۰۵          | ۱۰            | ۰             |
| ۲۰۰۶          | ۱۱            | ۰             |
| ۲۰۰۷          | ۱۱            | ۲             |
| ۲۰۰۸          | ۹             | ۰             |
| ۲۰۰۹          | ۶             | ۱             |
| ۲۰۱۰          | ۹             | ۳             |
| ۲۰۱۱          | ۶             | ۰             |
| ۲۰۱۲          | ۹             | ۱             |
| ۲۰۱۳          | ۳             | ۰             |
| ۲۰۱۴          | ۲             | ۰             |
| مجموع         | ۸۲            | ۷             |

### گل‌های ملی
| #  | تاریخ          | ورزشگاه                                        | محل برگزاری | امتیاز | نتیجه | مسابقه                              |
| -- | -------------- | ---------------------------------------------- | ----------- | ------ | ----- | ----------------------------------- |
| ۱. | ۲۸ مارس ۲۰۰۷   | ورزشگاه کومرتسبانک آرنا، فرانکفورت، آلمان      | نروژ        | ۱–۲    | ۲–۲   | مرحله مقدماتی جام ملت‌های اروپا ۲۰۰۸ |
| ۲. | ۲۸ مارس ۲۰۰۷   | ورزشگاه کومرتسبانک آرنا، فرانکفورت، آلمان      | نروژ        | ۲–۲    | ۲–۲   | مرحله مقدماتی جام ملت‌های اروپا ۲۰۰۸ |
| ۳. | ۱۲ اوت ۲۰۰۹    | ورزشگاه ولاری لوبانوفسکی دینامو، کیف، اوکراین  | اوکراین     | ۳–۰    | ۳–۰   | دوستانه                             |
| ۴. | ۳ مارس ۲۰۱۰    | بی‌جی‌کی اینونو، استانبول، ترکیه                 | هندوراس     | ۲–۰    | ۲–۰   | دوستانه                             |
| ۵. | ۳ سپتامبر ۲۰۱۰ | ورزشگاه آستانه آرنا، آستانه، قزاقستان          | قزاقستان    | ۲–۰    | ۳–۰   | مرحله مقدماتی جام ملت‌های اروپا ۲۰۱۲ |
| ۶. | ۷ سپتامبر ۲۰۱۰ | ورزشگاه شکری سراج‌اوغلو، استانبول، ترکیه        | بلژیک       | ۱–۱    | ۳–۲   | مرحله مقدماتی جام ملت‌های اروپا ۲۰۱۲ |
| ۷. | ۲۴ مه ۲۰۱۲     | ورزشگاه ردبول آرنا (سالزبورگ)، سالزبورگ، اتریش | گرجستان     | ۱–۰    | ۳–۱   | دوستانه                             |

## افتخارات

### باشگاهی
شالکه ۰۴
- لیگا پوکال: ۲۰۰۵

بایرن مونیخ
- بوندس‌لیگا: ۰۸–۲۰۰۷، ۱۰–۲۰۰۹
- جام حذفی فوتبال آلمان: ۰۸–۲۰۰۸، ۱۰–۲۰۰۹
- لیگا پوکال: ۲۰۰۷
- سوپر جام فوتبال آلمان: ۲۰۱۰
- لیگ قهرمانان اروپا نایب قهرمان: ۱۰–۲۰۰۹

رئال مادرید
- لا لیگا: ۱۲–۲۰۱۱

گالاتاسرای
- سوپر لیگ فوتبال ترکیه: ۱۳–۲۰۱۲، ۱۵–۲۰۱۴
- جام حذفی فوتبال ترکیه: ۱۴–۲۰۱۳، ۱۵–۲۰۱۴، ۱۶–۲۰۱۵
- سوپر جام فوتبال ترکیه: ۲۰۱۲، ۲۰۱۳، ۲۰۱۵، ۲۰۱۶

### فردی
- جایزه پوشکاش فیفا: ۲۰۱۰
- تیم منتخب جام ملت‌های اروپا ۲۰۰۸[۳]